# 咪哩乡
咪哩乡，是中华人民共和国云南省玉溪市元江哈尼族彝族傣族自治县下辖的一个乡镇级行政单位。

## 行政区划
咪哩乡下辖以下地区：
咪哩社区、哈罗村、大黑铺村、大新村、瓦纳村和甘岔村。